# Kienle + Spiess
Die Kienle + Spiess Gruppe produzierte Komponenten für elektrische Antriebe, so genannte Rotoren und Statoren. Das Unternehmen war einer der führenden Zulieferer für Elektromotoren und Generatoren. Zum Einsatz kommen sie in Industrieanwendungen, Kraftfahrzeugen, Haushaltsgeräten und Anlagen für erneuerbare Energien.
Kienle + Spiess beschäftigte rund 1.000 Mitarbeiter. Hauptsitz der Unternehmensgruppe war Sachsenheim, Baden-Württemberg. Darüber hinaus hatte Kienle + Spiess weitere nationale und internationale Standorte.

## Historie
Gegründet wurde die Kienle + Spiess Gruppe im Jahr 1935 als Kienle und Spiess Stanzwerk und Schnittbau in Form einer Offenen Handelsgesellschaft in Großsachsenheim. 1941 wurde das Sortiment mit „Stanzbleche für Kleinmotoren für Dreh- und Gleichstrommotoren, Pressguss-Rotoren“ angegeben. Im gleichen Jahr erfolgte die Umfirmierung zu Kienle & Spieß, Stanz- und Preßgußwerk.
1960 erfolgte die Errichtung einer zweiten Betriebsstätte im nahegelegenen Vaihingen an der Enz. Mitte der 1980er Jahre übernahm Kienle + Spiess die britischen Firmen Geo. L. Scott & Co. Ltd. und die Sankey Laminations Ltd.
Seit 1991 gehört das ebenfalls britische Unternehmen Euro-Laminations Ltd. zur Kienle + Spiess. Die Expansion wurde 1996 durch die Gründung der Kienle + Spiess Ungarn Kft fortgesetzt. Zwei Jahre später erfolgte die Übernahme der Blum GmbH in Vaihingen an der Enz.
Im Jahr 2000 wurde das bis dahin von den Familien der Gründer geführte Unternehmen von der European Electrical Steels Ltd., einer Gesellschaft der britischen Corus-Gruppe, erworben. 2006 wurde es von der Bavaria Industriekapital AG übernommen und firmierte danach als Kienle + Spiess-Gruppe. Von April 2013 bis 2022 gehörte es zur wirtschaftlichen Verbundgruppe Sumitomo Group mit Hauptsitz in Tokyo. Seit 2022 sind die Gesellschaften der Kienle + Spiess-Gruppe Teil der Feintool International Holding AG mit Hauptsitz in Lyss/Schweiz und das frühere Stammhaus firmierte als Feintool System Parts Sachsenheim GmbH. 
Im Dezember 2024 teilte die Feintool International Holding mit, das Werk in Sachsenheim werde geschlossen und die Produktion nach Ungarn verlegt.

## Produkte
Kienle + Spiess hält Patente auf Verfahren und Technologien: z. B. IEC Normmotoren-Reihe, das Klebepaketierverfahren Glulock. Das Unternehmen hat die permanentmagneterregten Synchronmotoren KSPM entwickelt.
Das System GeoShift soll den Stanzprozess für T-Segmentbleche sicherer und präziser machen.